# Handball-Panamerikameisterschaft der Männer 2016
Die Handball-Panamerikameisterschaft der Männer 2016 war die 17. Austragung der Handball-Panamerikameisterschaft der Männer für Nationalmannschaften Nord-, Zentral- und Südamerikas sowie der Karibik. Organisiert wurde das Turnier von der Pan-American Team Handball Federation. Der ursprüngliche Gastgeber Venezuela verzichtete aus finanziellen Gründen auf das Turnier. Es wurde stattdessen vom 11. bis 19. Juni im Tecnópolis in Villa Martelli, Gran Buenos Aires, ausgetragen. Brasilien gewann seinen dritten Titel und qualifizierte sich wie die nächstplatzierten Chilenen und Argentinier für die Weltmeisterschaft 2017.

## Teilnehmer
| Mannschaft         | Qualifikation                                           |
| ------------------ | ------------------------------------------------------- |
| Argentinien        | Gastgeber                                               |
| Brasilien          | 2. Platz bei der Panamerikameisterschaft 2014           |
| Chile              | 3. Platz bei der Panamerikameisterschaft 2014           |
| Uruguay            | 4. Platz bei der Panamerikameisterschaft 2014           |
| Paraguay           | Bewerber aus Südamerika                                 |
| Kolumbien          | Bewerber aus Südamerika                                 |
| Guatemala          | 1. Platz bei den Zentralamerikaspielen 2015             |
| Vereinigte Staaten | Bewerber aus Nordamerika                                |
| Kanada             | Bewerber aus Nordamerika                                |
| Grönland           | Bewerber aus Nordamerika                                |
| Puerto Rico        | Bewerber aus Nordamerika                                |
| Mexiko             | wurde von der PATHF als Ersatz für Venezuela eingeladen |

## Turnierverlauf

### Gruppe A
Legende
| Pl. | Land        | Sp. | S | U | N | Tore      | Diff. | Punkte |
| --- | ----------- | --- | - | - | - | --------- | ----- | ------ |
| 1.  | Chile       | 5   | 4 | 0 | 1 | 0171:1090 | +62   | 8      |
| 2.  | Argentinien | 5   | 4 | 0 | 1 | 0161:880  | +73   | 8      |
| 3.  | Grönland    | 5   | 4 | 0 | 1 | 0166:1310 | +35   | 8      |
| 4.  | Mexiko      | 5   | 2 | 0 | 3 | 0122:1590 | −37   | 4      |
| 5.  | Kanada      | 5   | 1 | 0 | 4 | 0110:1620 | −52   | 2      |
| 6.  | Guatemala   | 5   | 0 | 0 | 5 | 0101:1820 | −81   | 0      |

Anmk.: Bei Punktgleichheit entschied der direkte Vergleich, dann das Torverhältnis. Chile (2 Punkte, +7 Tore) gewann den Dreiervergleich mit Argentinien (2 Punkte, −1 Tore) und Grönland (2 Punkte, −6 Tore).
| 11. Juni 2016 15.10 Uhr | Chile   | 30:21 | Mexiko | Tecnópolis, Villa Martelli |
| 11. Juni 2016 15.10 Uhr | (18:10) |       |        | Tecnópolis, Villa Martelli |
| 11. Juni 2016 15.10 Uhr |         |       |        | Tecnópolis, Villa Martelli |

| 11. Juni 2016 17.00 Uhr | Grönland | 31:24 | Kanada | Tecnópolis, Villa Martelli |
| 11. Juni 2016 17.00 Uhr | (16:10)  |       |        | Tecnópolis, Villa Martelli |
| 11. Juni 2016 17.00 Uhr |          |       |        | Tecnópolis, Villa Martelli |

| 11. Juni 2016 17.00 Uhr | Argentinien | 37:12 | Guatemala | Tecnópolis, Villa Martelli |
| 11. Juni 2016 17.00 Uhr | (19:3)      |       |           | Tecnópolis, Villa Martelli |
| 11. Juni 2016 17.00 Uhr |             |       |           | Tecnópolis, Villa Martelli |

| 12. Juni 2016 15.00 Uhr | Kanada | 13:37 | Argentinien | Tecnópolis, Villa Martelli |
| 12. Juni 2016 15.00 Uhr | (5:17) |       |             | Tecnópolis, Villa Martelli |
| 12. Juni 2016 15.00 Uhr |        |       |             | Tecnópolis, Villa Martelli |

| 12. Juni 2016 16.00 Uhr | Mexiko  | 24:36 | Grönland | Tecnópolis, Villa Martelli |
| 12. Juni 2016 16.00 Uhr | (12:18) |       |          | Tecnópolis, Villa Martelli |
| 12. Juni 2016 16.00 Uhr |         |       |          | Tecnópolis, Villa Martelli |

| 12. Juni 2016 18.00 Uhr | Guatemala | 11:41 | Chile | Tecnópolis, Villa Martelli |
| 12. Juni 2016 18.00 Uhr | (7:21)    |       |       | Tecnópolis, Villa Martelli |
| 12. Juni 2016 18.00 Uhr |           |       |       | Tecnópolis, Villa Martelli |

| 13. Juni 2016 15.00 Uhr | Argentinien | 42:17 | Mexiko | Tecnópolis, Villa Martelli |
| 13. Juni 2016 15.00 Uhr | (21:7)      |       |        | Tecnópolis, Villa Martelli |
| 13. Juni 2016 15.00 Uhr |             |       |        | Tecnópolis, Villa Martelli |

| 13. Juni 2016 16.00 Uhr | Guatemala | 24:27 | Kanada | Tecnópolis, Villa Martelli |
| 13. Juni 2016 16.00 Uhr | (7:18)    |       |        | Tecnópolis, Villa Martelli |
| 13. Juni 2016 16.00 Uhr |           |       |        | Tecnópolis, Villa Martelli |

| 13. Juni 2016 19.00 Uhr | Chile   | 37:29 | Grönland | Tecnópolis, Villa Martelli |
| 13. Juni 2016 19.00 Uhr | (16:16) |       |          | Tecnópolis, Villa Martelli |
| 13. Juni 2016 19.00 Uhr |         |       |          | Tecnópolis, Villa Martelli |

| 15. Juni 2016 15.00 Uhr | Grönland | 25:23 | Argentinien | Tecnópolis, Villa Martelli |
| 15. Juni 2016 15.00 Uhr | (12:12)  |       |             | Tecnópolis, Villa Martelli |
| 15. Juni 2016 15.00 Uhr |          |       |             | Tecnópolis, Villa Martelli |

| 15. Juni 2016 16.00 Uhr | Mexiko  | 32:31 | Guatemala | Tecnópolis, Villa Martelli |
| 15. Juni 2016 16.00 Uhr | (19:13) |       |           | Tecnópolis, Villa Martelli |
| 15. Juni 2016 16.00 Uhr |         |       |           | Tecnópolis, Villa Martelli |

| 15. Juni 2016 19.00 Uhr | Chile   | 42:26 | Kanada | Tecnópolis, Villa Martelli |
| 15. Juni 2016 19.00 Uhr | (23:12) |       |        | Tecnópolis, Villa Martelli |
| 15. Juni 2016 19.00 Uhr |         |       |        | Tecnópolis, Villa Martelli |

| 16. Juni 2016 15.00 Uhr | Grönland | 45:23 | Guatemala | Tecnópolis, Villa Martelli |
| 16. Juni 2016 15.00 Uhr | (25:13)  |       |           | Tecnópolis, Villa Martelli |
| 16. Juni 2016 15.00 Uhr |          |       |           | Tecnópolis, Villa Martelli |

| 16. Juni 2016 18.00 Uhr | Kanada  | 20:28 | Mexiko | Tecnópolis, Villa Martelli |
| 16. Juni 2016 18.00 Uhr | (12:13) |       |        | Tecnópolis, Villa Martelli |
| 16. Juni 2016 18.00 Uhr |         |       |        | Tecnópolis, Villa Martelli |

| 16. Juni 2016 19.00 Uhr | Argentinien | 22:21 | Chile | Tecnópolis, Villa Martelli |
| 16. Juni 2016 19.00 Uhr | (15:8)      |       |       | Tecnópolis, Villa Martelli |
| 16. Juni 2016 19.00 Uhr |             |       |       | Tecnópolis, Villa Martelli |

### Gruppe B
Legende
| Pl. | Land               | Sp. | S | U | N | Tore      | Diff. | Punkte |
| --- | ------------------ | --- | - | - | - | --------- | ----- | ------ |
| 1.  | Brasilien          | 5   | 5 | 0 | 0 | 0214:780  | +136  | 10     |
| 2.  | Uruguay            | 5   | 4 | 0 | 1 | 0135:1130 | +22   | 8      |
| 3.  | Puerto Rico        | 5   | 3 | 0 | 2 | 0145:1430 | +2    | 6      |
| 4.  | Vereinigte Staaten | 5   | 2 | 0 | 3 | 0122:1430 | −21   | 4      |
| 5.  | Kolumbien          | 5   | 1 | 0 | 4 | 0100:1690 | −69   | 2      |
| 6.  | Paraguay           | 5   | 0 | 0 | 5 | 0115:1850 | −70   | 0      |

Anmk.: Bei Punktgleichheit entschied der direkte Vergleich, dann das Torverhältnis.
| 11. Juni 2016 15.00 Uhr | Vereinigte Staaten | 26:31 | Puerto Rico | Tecnópolis, Villa Martelli |
| 11. Juni 2016 15.00 Uhr | (15:13)            |       |             | Tecnópolis, Villa Martelli |
| 11. Juni 2016 15.00 Uhr |                    |       |             | Tecnópolis, Villa Martelli |

| 11. Juni 2016 20.00 Uhr | Uruguay | 33:11 | Kolumbien | Tecnópolis, Villa Martelli |
| 11. Juni 2016 20.00 Uhr | (14:5)  |       |           | Tecnópolis, Villa Martelli |
| 11. Juni 2016 20.00 Uhr |         |       |           | Tecnópolis, Villa Martelli |

| 11. Juni 2016 20.05 Uhr | Brasilien | 54:14 | Paraguay | Tecnópolis, Villa Martelli |
| 11. Juni 2016 20.05 Uhr | (30:7)    |       |          | Tecnópolis, Villa Martelli |
| 11. Juni 2016 20.05 Uhr |           |       |          | Tecnópolis, Villa Martelli |

| 12. Juni 2016 17.00 Uhr | Puerto Rico | 24:38 | Brasilien | Tecnópolis, Villa Martelli |
| 12. Juni 2016 17.00 Uhr | (15:20)     |       |           | Tecnópolis, Villa Martelli |
| 12. Juni 2016 17.00 Uhr |             |       |           | Tecnópolis, Villa Martelli |

| 12. Juni 2016 19.00 Uhr | Paraguay | 19:34 | Uruguay | Tecnópolis, Villa Martelli |
| 12. Juni 2016 19.00 Uhr | (10:15)  |       |         | Tecnópolis, Villa Martelli |
| 12. Juni 2016 19.00 Uhr |          |       |         | Tecnópolis, Villa Martelli |

| 12. Juni 2016 20.05 Uhr | Kolumbien | 21:29 | Vereinigte Staaten | Tecnópolis, Villa Martelli |
| 12. Juni 2016 20.05 Uhr | (9:12)    |       |                    | Tecnópolis, Villa Martelli |
| 12. Juni 2016 20.05 Uhr |           |       |                    | Tecnópolis, Villa Martelli |

| 13. Juni 2016 17.00 Uhr | Brasilien | 42:10 | Kolumbien | Tecnópolis, Villa Martelli |
| 13. Juni 2016 17.00 Uhr | (21:7)    |       |           | Tecnópolis, Villa Martelli |
| 13. Juni 2016 17.00 Uhr |           |       |           | Tecnópolis, Villa Martelli |

| 13. Juni 2016 18.00 Uhr | Paraguay | 26:34 | Puerto Rico | Tecnópolis, Villa Martelli |
| 13. Juni 2016 18.00 Uhr | (13:17)  |       |             | Tecnópolis, Villa Martelli |
| 13. Juni 2016 18.00 Uhr |          |       |             | Tecnópolis, Villa Martelli |

| 13. Juni 2016 20.00 Uhr | Uruguay | 26:21 | Vereinigte Staaten | Tecnópolis, Villa Martelli |
| 13. Juni 2016 20.00 Uhr | (13:9)  |       |                    | Tecnópolis, Villa Martelli |
| 13. Juni 2016 20.00 Uhr |         |       |                    | Tecnópolis, Villa Martelli |

| 15. Juni 2016 17.00 Uhr | Vereinigte Staaten | 15:40 | Brasilien | Tecnópolis, Villa Martelli |
| 15. Juni 2016 17.00 Uhr | (5:20)             |       |           | Tecnópolis, Villa Martelli |
| 15. Juni 2016 17.00 Uhr |                    |       |           | Tecnópolis, Villa Martelli |

| 15. Juni 2016 18.00 Uhr | Uruguay | 27:22 | Puerto Rico | Tecnópolis, Villa Martelli |
| 15. Juni 2016 18.00 Uhr | (13:13) |       |             | Tecnópolis, Villa Martelli |
| 15. Juni 2016 18.00 Uhr |         |       |             | Tecnópolis, Villa Martelli |

| 15. Juni 2016 20.00 Uhr | Kolumbien | 32:31 | Paraguay | Tecnópolis, Villa Martelli |
| 15. Juni 2016 20.00 Uhr | (14:16)   |       |          | Tecnópolis, Villa Martelli |
| 15. Juni 2016 20.00 Uhr |           |       |          | Tecnópolis, Villa Martelli |

| 16. Juni 2016 16.00 Uhr | Puerto Rico | 34:26 | Kolumbien | Tecnópolis, Villa Martelli |
| 16. Juni 2016 16.00 Uhr | (17:10)     |       |           | Tecnópolis, Villa Martelli |
| 16. Juni 2016 16.00 Uhr |             |       |           | Tecnópolis, Villa Martelli |

| 16. Juni 2016 17.00 Uhr | Brasilien | 40:15 | Uruguay | Tecnópolis, Villa Martelli |
| 16. Juni 2016 17.00 Uhr | (20:7)    |       |         | Tecnópolis, Villa Martelli |
| 16. Juni 2016 17.00 Uhr |           |       |         | Tecnópolis, Villa Martelli |

| 16. Juni 2016 20.00 Uhr | Vereinigte Staaten | 31:25 | Paraguay | Tecnópolis, Villa Martelli |
| 16. Juni 2016 20.00 Uhr | (14:13)            |       |          | Tecnópolis, Villa Martelli |
| 16. Juni 2016 20.00 Uhr |                    |       |          | Tecnópolis, Villa Martelli |

### Platzierungsrunde
| 18. Juni 2016 18.00 Uhr | Grönland | 37:30 | Vereinigte Staaten | Tecnópolis, Villa Martelli |
| 18. Juni 2016 18.00 Uhr | (14:14)  |       |                    | Tecnópolis, Villa Martelli |
| 18. Juni 2016 18.00 Uhr |          |       |                    | Tecnópolis, Villa Martelli |

| 18. Juni 2016 20.00 Uhr | Puerto Rico | 30:29 | Mexiko | Tecnópolis, Villa Martelli |
| 18. Juni 2016 20.00 Uhr | (14:16)     |       |        | Tecnópolis, Villa Martelli |
| 18. Juni 2016 20.00 Uhr |             |       |        | Tecnópolis, Villa Martelli |

### Halbfinale
| 18. Juni 2016 14.00 Uhr | Brasilien | 23:20 | Argentinien | Tecnópolis, Villa Martelli |
| 18. Juni 2016 14.00 Uhr | (9:9)     |       |             | Tecnópolis, Villa Martelli |
| 18. Juni 2016 14.00 Uhr |           |       |             | Tecnópolis, Villa Martelli |

| 18. Juni 2016 16.00 Uhr | Chile   | 31:24 | Uruguay | Tecnópolis, Villa Martelli |
| 18. Juni 2016 16.00 Uhr | (14:13) |       |         | Tecnópolis, Villa Martelli |
| 18. Juni 2016 16.00 Uhr |         |       |         | Tecnópolis, Villa Martelli |

### Spiel um Platz 11
| 18. Juni 2016 10.00 Uhr | Guatemala | 31:25 | Paraguay | Tecnópolis, Villa Martelli |
| 18. Juni 2016 10.00 Uhr | (14:16)   |       |          | Tecnópolis, Villa Martelli |
| 18. Juni 2016 10.00 Uhr |           |       |          | Tecnópolis, Villa Martelli |

### Spiel um Platz 9
| 18. Juni 2016 12.00 Uhr | Kanada  | 21:29 | Kolumbien | Tecnópolis, Villa Martelli |
| 18. Juni 2016 12.00 Uhr | (10:14) |       |           | Tecnópolis, Villa Martelli |
| 18. Juni 2016 12.00 Uhr |         |       |           | Tecnópolis, Villa Martelli |

### Spiel um Platz 7
| 19. Juni 2016 14.00 Uhr | Vereinigte Staaten | 27:31 | Mexiko | Tecnópolis, Villa Martelli |
| 19. Juni 2016 14.00 Uhr | (15:17)            |       |        | Tecnópolis, Villa Martelli |
| 19. Juni 2016 14.00 Uhr |                    |       |        | Tecnópolis, Villa Martelli |

### Spiel um Platz 5
| 19. Juni 2016 14.30 Uhr | Grönland | 44:22 | Puerto Rico | Tecnópolis, Villa Martelli |
| 19. Juni 2016 14.30 Uhr | (18:11)  |       |             | Tecnópolis, Villa Martelli |
| 19. Juni 2016 14.30 Uhr |          |       |             | Tecnópolis, Villa Martelli |

### Spiel um Platz 3
| 19. Juni 2016 19.00 Uhr | Uruguay | 13:29 | Argentinien | Tecnópolis, Villa Martelli |
| 19. Juni 2016 19.00 Uhr | (5:15)  |       |             | Tecnópolis, Villa Martelli |
| 19. Juni 2016 19.00 Uhr |         |       |             | Tecnópolis, Villa Martelli |

### Finale
| 19. Juni 2016 16.00 Uhr | Chile   | 24:28 | Brasilien | Tecnópolis, Villa Martelli |
| 19. Juni 2016 16.00 Uhr | (12:15) |       |           | Tecnópolis, Villa Martelli |
| 19. Juni 2016 16.00 Uhr |         |       |           | Tecnópolis, Villa Martelli |

## Platzierungen
Legende
| Rang | Mannschaft |
| ---- | --- |
|      | Brasilien Kader: César Almeida, Maik Santos, Felipe Borges, Lucas Cândido, Fábio Chiuffa, André Soares, João Pedro Francisco da Silva, Diogo Hubner, Henrique Teixeira, Thiagus Petrus, Oswaldo Guimarães, Haniel Langaro, Leonardo Santos, Jose Guilherme de Toledo, Alexandro Pozzer. Trainer: Jordi Ribera. |
|      | Chile |
|      | Argentinien |
| 4    | Uruguay |
| 5    | Grönland |
| 6    | Puerto Rico |
| 7    | Mexiko |
| 8    | Vereinigte Staaten |
| 9    | Kolumbien |
| 10   | Kanada |
| 11   | Guatemala |
| 12   | Paraguay |

## Auszeichnungen
| Position        | Mannschaft  | Spieler               |
| --------------- | ----------- | --------------------- |
| Torhüter        | Argentinien | Matías Carlos Schulz  |
| Linksaußen      | Brasilien   | Felipe Borges         |
| Rückraum links  | Grönland    | Minik Dahl Høegh      |
| Rückraum Mitte  | Argentinien | Sebastián Simonet     |
| Rückraum rechts | Chile       | Rodrigo Salinas Muñoz |
| Rechtsaußen     | Brasilien   | Fábio Chiuffa         |
| Kreisläufer     | Chile       | Esteban Salinas Muñoz |